# 圖雷特丘
圖雷特丘（英語：Turret Cone）是南極洲的山丘，位於羅斯島，處於羅德斯角以東7公里和巴恩角東北面6公里，海拔高度455米，由英國探險隊命名，現時由南極條約體系管理。